# Jakob Gauermann
 (novembre 2024).
Si vous disposez d'ouvrages ou d'articles de référence ou si vous connaissez des sites web de qualité traitant du thème abordé ici, merci de compléter l'article en donnant les références utiles à sa vérifiabilité et en les liant à la section « Notes et références ».
Jakob Gauermann (né le 3 septembre 1773 à Oeffingen, mort le 27 mars 1843 à Miesenbach) est un peintre et graveur allemand.

## Biographie
Gauermann travaille d'abord comme tailleur de pierre avant d'aller pendant trois ans à la Hohe Karlsschule à Stuttgart. Après avoir voyagé en Suisse avec un galeriste de Stuttgart et Heilbronn, il dessine et grave les croquis pendant six ans, mais lorsque la galerie ferme, il gagne sa vie en donnant des cours privés.
En 1802, il rencontre Martin von Molitor et, après leur voyage dans le Tyrol, compose des esquisses et des peintures de paysage et de scènes rurales des montagnards. Son travail plaît à Jean-Baptiste d'Autriche qui lui commande en 1811 les paysages pittoresques de la Styrie. En 1818, il est nommé peintre de la cour.
Ses fils Friedrich et Carl (de) seront également peintres.
En 1870, une rue de Vienne, dans Innere Stadt est appelé "Gauermanngasse" en hommage à Jakob et Friedrich Gauermann.

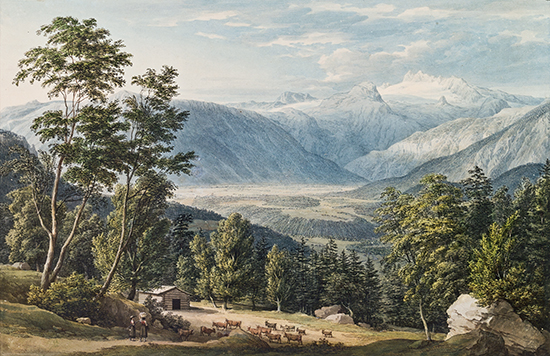
Vue du Hoher Dachstein, 1815.
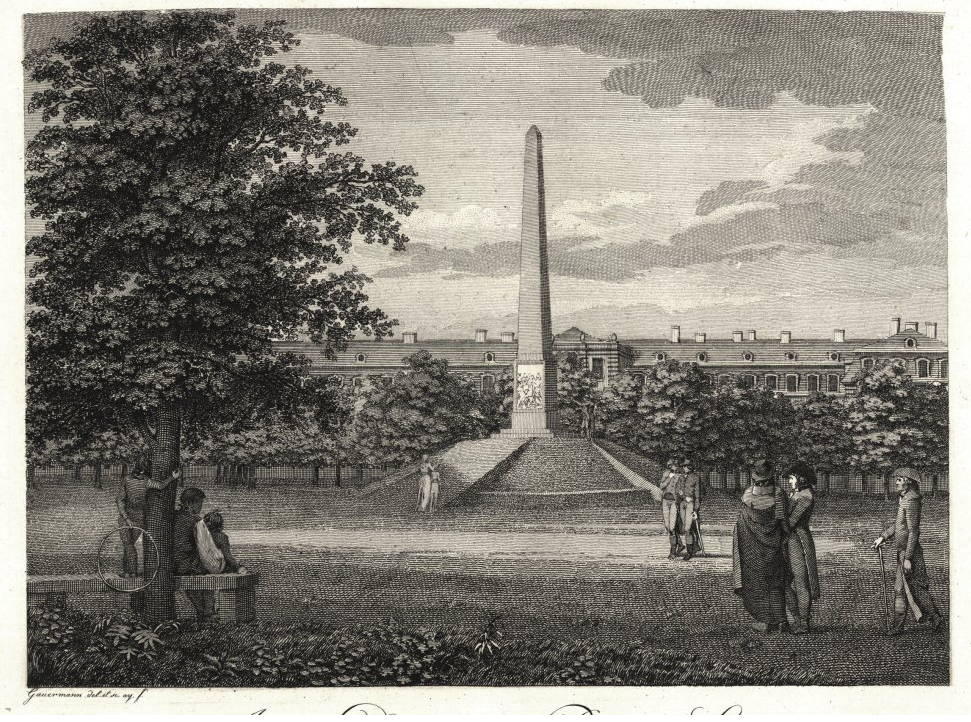
Vue du monument Planie sur la Promenade à Stuttgard.